# Georges Jacques Danton
Georges Jacques Danton (Arcis-sur-Aube, Xampanya, 26 d'octubre de 1759 - París, 5 d'abril de 1794) va ser un advocat francès i una figura destacada de la Revolució Francesa.
Esdevingué diputat de la Comuna de París, presidí el districte de Cordeliers i visità el club dels jacobins. Advocat modest i desconegut a la vigília de la Revolució, Danton es va convertir en un famós orador del Club Cordeliers i va ser elevat a responsabilitats governamentals com a ministre francès de Justícia després de la caiguda de la monarquia el 10 d'agost de 1792, i posteriorment va ser responsable d'incitar el Massacres de setembre. A la primavera de 1793 va donar suport a la fundació d'un Tribunal Revolucionari i es va convertir en el primer president del Comitè de Salvació Pública. Danton va ser una figura clau en el cas de Dumouriez.
Després de la insurrecció del 31 de maig al 2 de juny de 1793 va canviar d'opinió sobre l'ús de la força i va perdre el seu escó al comitè; Danton i Robespierre es van convertir en rivals. A principis d'octubre de 1793, va deixar la política però va ser instat a tornar a París per demanar, com a moderat, la fi del terror. Les contínues crítiques de Danton al Comitè de Seguretat Pública van provocar nous contraatacs. A finals de març de 1794, Danton va pronunciar un discurs anunciant la fi del Terror. Al cap d'una setmana, es va veure embolicat en un escàndol sobre el procediment de fallida de la Companyia Francesa de les Índies Orientals i va ser guillotinat pels defensors del terror revolucionari després de ser acusat de conspiració, acceptar suborns i clemència cap als enemics de la Revolució.
El paper de Danton en l'inici de la Revolució ha estat discutit, especialment durant la Tercera República francesa; molts historiadors el descriuen com "la força principal en l'enderrocament de la monarquia francesa i l'establiment de la Primera República Francesa ".

## Primers anys i família

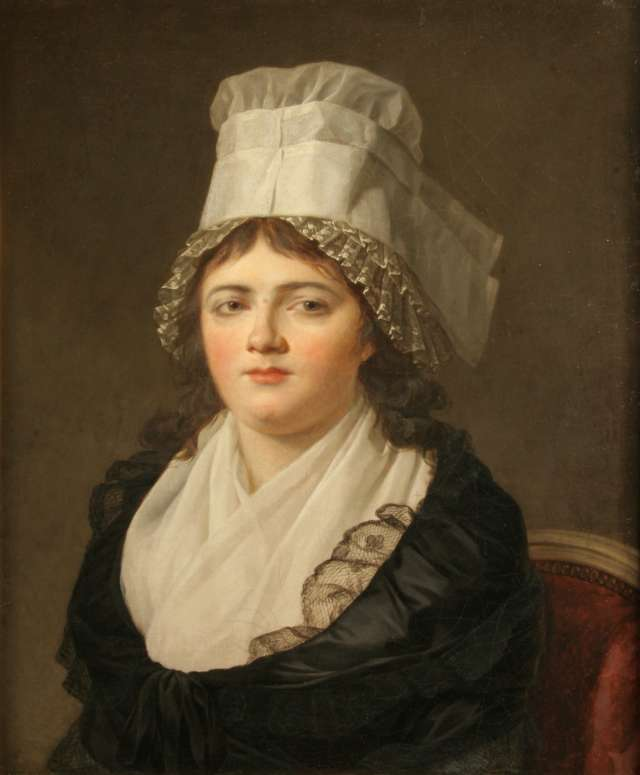
Antoinette Gabrielle Charpentier, esposa de Danton.

Danton va néixer a Arcis-sur-Aube, població situada a la Xampanya, al nord-est de França, fill de Jacques Danton, advocat respectable, però no ric, i Mary Camus. De petit, va ser atacat per un toro i atropellat per porcs, cosa que, juntament amb la verola, va provocar la desfiguració i la cicatrització del seu rostre. Inicialment va assistir a l'escola de Sézanne, i als tretze anys va deixar la casa dels seus pares per entrar al seminari de Troyes. Mentre assistia a l'escola a Troyes, el seu company de classe i amic Jules-François Paré havia de rebre un cop a les mans com a càstig, però Danton va defensar el seu amic i es va pronunciar contra els càstigs corporals a classe. Danton va parlar tan persuasiu que el director de l'escola va decidir prohibir la pràctica. El 1780 s'instal·là a París, on esdevingué oficinista. El 1784 va començar a estudiar dret i el 1787 es va convertir en membre del Consell del Rei. Es va casar amb Antoinette Gabrielle Charpentier (c. 1762 – 10 febrer 1793) el 14 de juny de 1787 a l'església de Saint-Germain-l'Auxerrois de París. La parella va viure en un apartament de sis habitacions al cor de la Ribera Esquerra, i va tenir tres fills: François, nascut el maig de 1788, va morir en la infància el 24 d'abril de 1789, Antoine, nascut el 18 de juny de 1790, va morir el 14 de juny de 1858 i François Georges, nascut el 2 de febrer de 1792, mort el 18 de juny de 1848.

## Principi de la Revolució

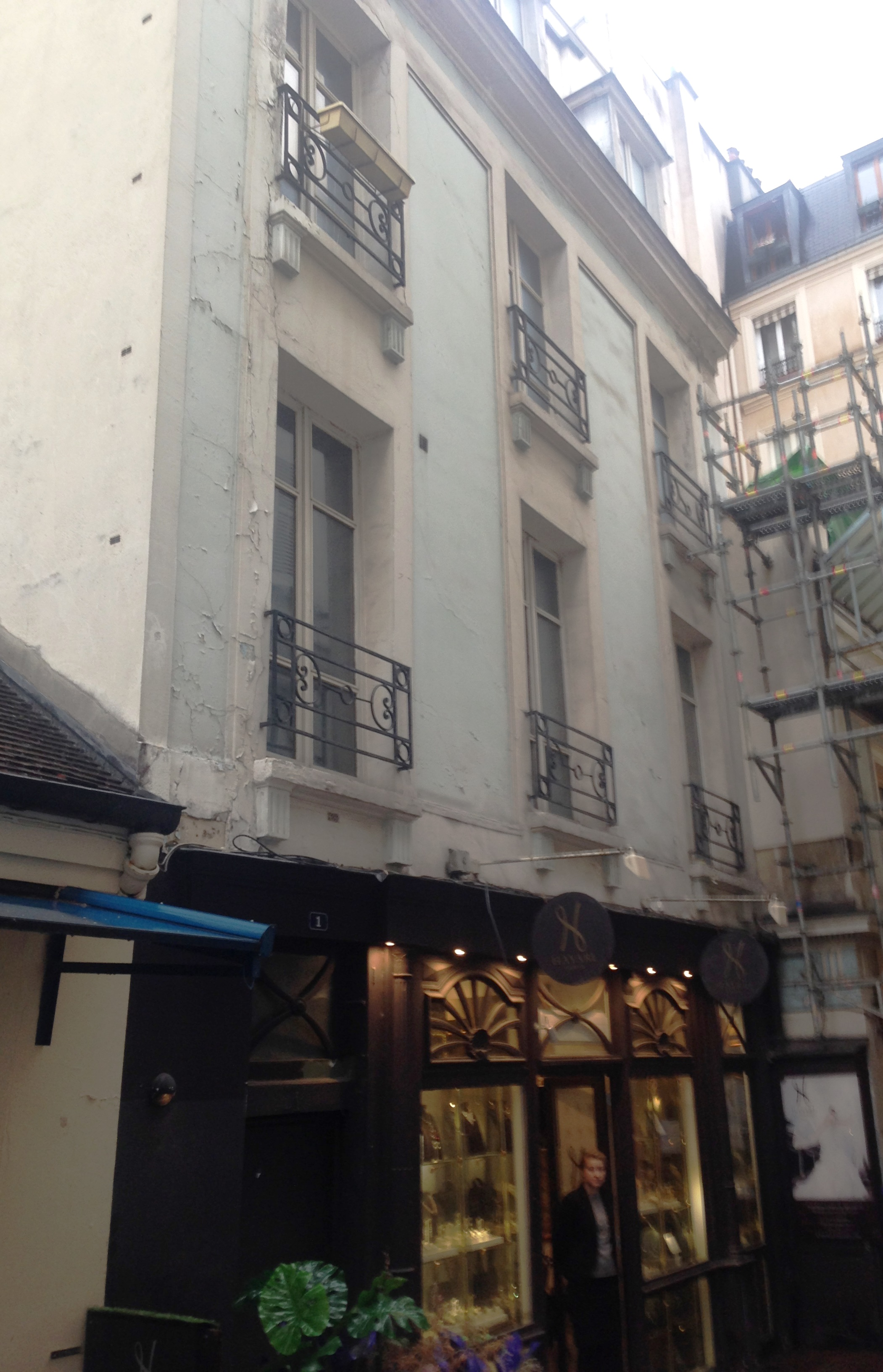
L'històric carrer comercial Saint-Andre al 6è districte de París, França. La casa del número 1 era on vivia Georges Danton quan era el president del districte.

Des del 14 de juliol de 1789, el dia de la Presa de la Bastilla, Danton es va oferir voluntari a la Guàrdia del seu districte. Ell i el seu districte es van oposar al marquès de LaFayette, el comandant de la Guàrdia Nacional, i a Jean Sylvain Bailly, l'alcalde provisional. A principis d'octubre, va ser elegit president del club dels Cordeliers, dit així perquè es reunia a l'antic convent de l'orde dels Cordeliers. Una de les idees defensades pels Cordeliers era el de la sobirania popular i foren els primers d'acusar la Monarquia de ser irreconciliablement hostil a la llibertat, foren els que d'una manera més vehement reclamaren una acció radical.
Danton, que no va participar directament ni en la presa de la Bastilla, ni en el trasllat de la família reial de Versalles cap a les Teuleries, va oposar-se a l'arrest de Marat i el març de 1790, LaFayette va ordenar detenir Danton. La Comuna de París es va dividir en 48 seccions i es va permetre reunions per separat. Danton va ser destituït del càrrec per un redistricte de París, per la qual cosa va ser compensat. El 2 d'agost, Bailly es va convertir en el primer alcalde escollit per París; Danton va tenir 49 vots, Marat i Lluís XVI només un cadascun. A la primavera de 1791, Danton va començar de sobte a invertir en propietats, al seu lloc de naixement o prop, a gran escala.
Robespierre, Pétion, Danton i Brissot dominaven el Club dels Jacobins. El 17 de juliol de 1791, Danton va iniciar una petició. Robespierre va anar al club jacobí per cancel·lar l'esborrany de la petició, segons Albert Mathiez. Robespierre va persuadir els clubs jacobins de no donar suport a la petició de Danton i Brissot. Després de la Massacre del Camp de Mart, Danton es va escapar de París i després va viure a Londres durant unes poques setmanes. Com que Jean-Paul Marat, Danton i Robespierre ja no eren delegats de l'Assemblea, la política sovint es feia fora de la sala de reunions.

## La Convenció Nacional

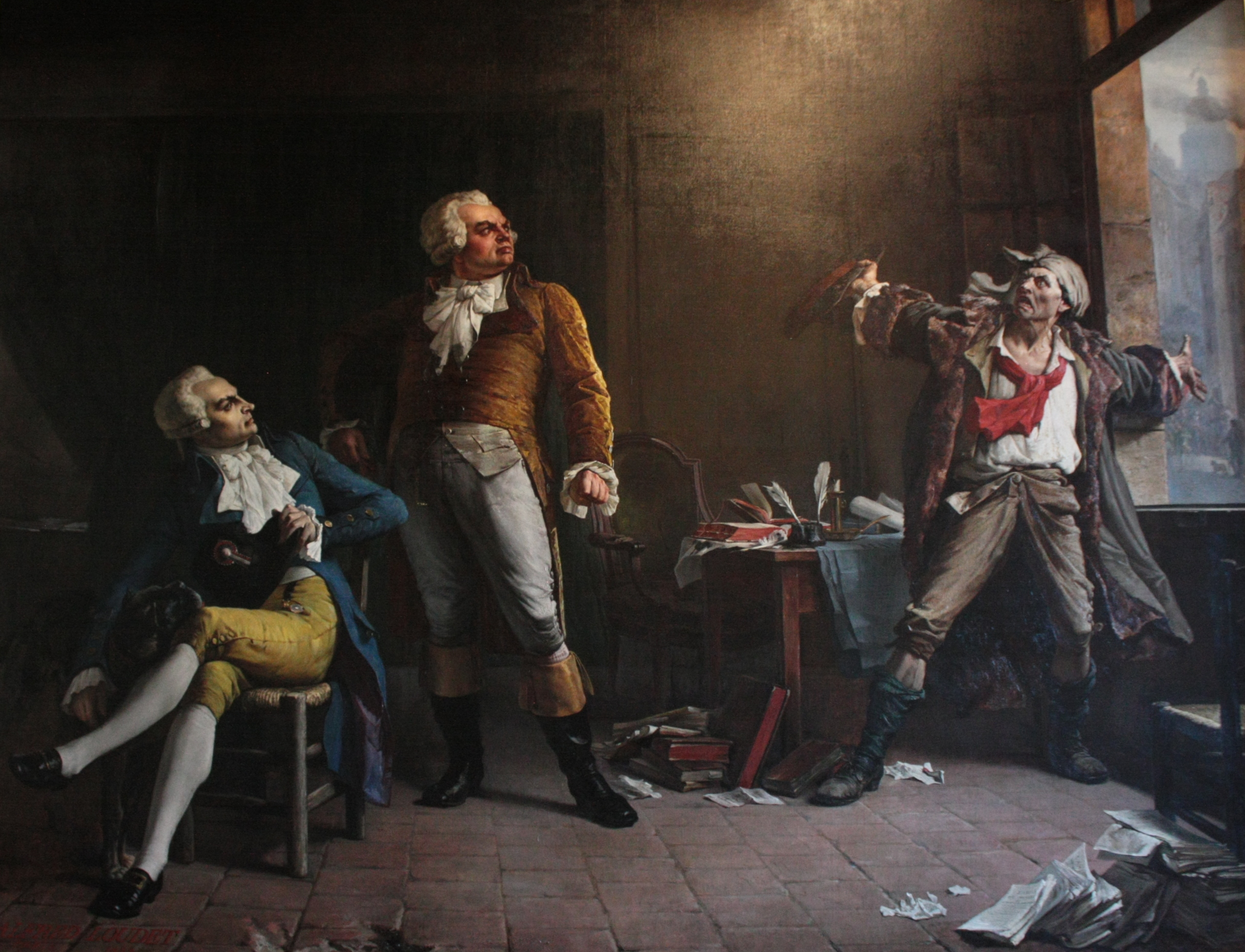
Trobada imaginària entre Robespierre, Danton i Marat (il·lustrant la novel·la Ninety-Three de Victor Hugo) d'Alfred Loudet

El 9 d'agost, Danton va tornar d'Arcis. A conseqüència de l'assalt a les Teuleries del 10 d'agost de 1792, Lluís XVI i la família reial hagueren de demanar protecció a l'Assemblea Legislativa. No queda gaire clar quin paper va tenir-hi Danton; la idea que en va ser el dirigent pot semblar lògica perquè l'endemà de l'abolició de la Monarquia, proclamada el 20 de setembre de 1792, Danton esdevingué ministre de justícia, la qual cosa pot demostrar el poder que tenia dins del bàndol revolucionari. Va nomenar a Fabre i Desmoulins com a secretaris seus. El 14 d'agost, Danton va convidar Robespierre a unir-se al Consell de Justícia, cosa que Robespierre va declinar.
En el govern provisional que es formà després del destronament del rei, Danton va aliar-se amb Jean Marie Roland i d'altres girondins. Les victòries de les forces austroprussianes al camp de batalla van provocar el pànic a París cosa que va dur a les Massacres del 2 de setembre de 1792, de les quals Danton fou acusat d'haver-les instigades, cosa que els historiadors d'avui dia no han demostrat.
Quan fou elegida la Convenció Nacional, institució que governà França des del setembre de 1792 fins a l'octubre de 1795, Danton renuncià al càrrec de ministre de justícia i passà a formar part de la Convenció, on tingué com a aliats Marat, Robespierre, Camille Desmoulins i Phélippeaux en la seva lluita contra els girondins. Danton considerava els revolucionaris radicals de París com l'única força capaç de donar suport a la Convenció contra els austríacs i contra els enemics interiors de la Revolució.
El 10 de febrer de 1793, mentre Danton estava en missió a Bèlgica, la seva dona va morir mentre donava a llum el seu quart fill, que també va morir. Danton es va veure tan afectat per les seves morts que va reclutar l'escultor Claude André Deseine i, una setmana després de la mort de Charpentier, el va portar al cementiri de Sainte-Catherine per exhumar el seu cos i executar un bust de guix de la seva aparença.
Durant el procés contra Lluís XVI, Danton votà a favor de la pena de mort per al rei. A més, també va tenir un paper destacat en la creació del Tribunal Revolucionari que, si bé va desarmar les masses parisenques, va esdevenir l'instrument repressiu del Terror. Quan tot el poder executiu fou concentrat en el Comitè de Salut Pública (6 d'abril de 1793), n'esdevingué membre.
Danton fou enviat en missió per la Convenció a les tropes republicanes de Bèlgica, i allà on va anar, va infondre noves energies a l'exèrcit. Va demanar establir un nou sistema d'educació nacional. Va intentar llimar les hostilitats existents entre girondins i jacobins, però els girondins es mostraven irreconciliables i la seva fúria contra Danton i els montagnards (la facció dels aliats de Danton) no remetia pas; per això, a mitjans de maig de 1793, arran de la crisi provocada per la deserció de Charles François Dumouriez, les derrotes franceses contra les potències absolutistes, la revolta reialista de la Vendée, Danton va arribar a la conclusió que calia eliminar els girondins, els quals foren purgats de la Convenció després de les insurreccions esdevingudes entre el 31 de maig i el 2 de juny de 1793, fet que comptà amb el suport de Danton.
L'1 de juliol de 1793, Danton es va casar amb Louise Sébastienne Gély, de 17 anys, filla de Marc-Antoine Gély, acomodador de la cort del Parlament de París i membre del Club des Cordeliers. El 10 de juliol no va ser reelegit com a membre del Comitè de Seguretat Pública. Disset dies després, Maximilien Robespierre es va incorporar al Comitè de Seguretat Pública, gairebé dos anys després que Danton li hagués fet una invitació per fer-ho. El 5 de setembre, Danton va defensar una llei per donar als sans-culottes una petita compensació per assistir a les reunions de la secció de dues vegades per setmana i per proporcionar una pistola a cada ciutadà.

## Regne del Terror

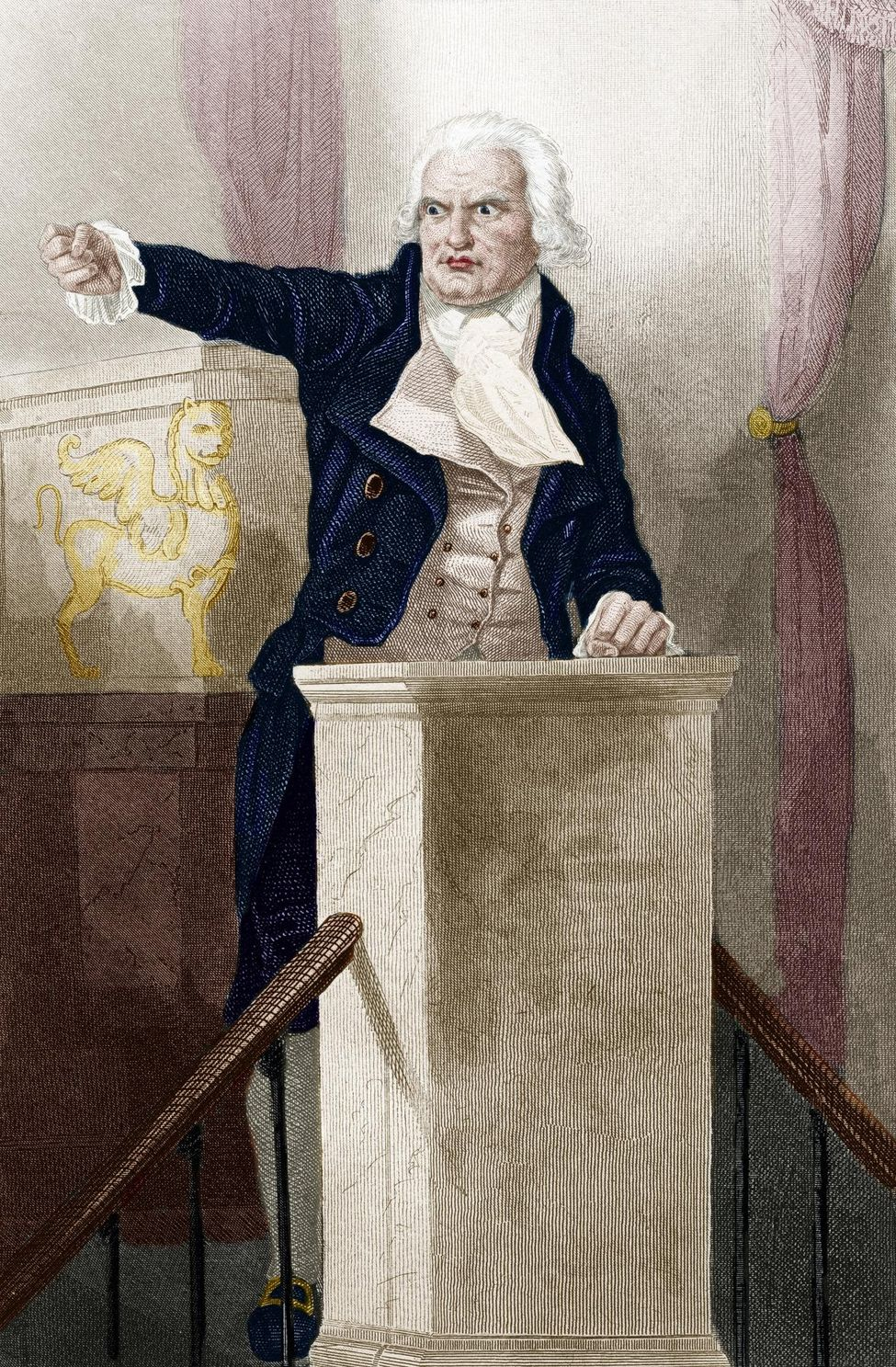
Danton adreçant-se a la Convenció

El 6 de setembre, Danton es va negar a ocupar un seient al Comitè de Salut Públic, declarant que no s'uniria a cap comitè, però que seria un estímul per a tots. Creia que calia un govern estable que pogués resistir les ordres del Comitè de Salut Pública. El 10 d'octubre, Danton, que feia unes setmanes que estava greument malalt, va deixar la política i va marxar a Arcis-sur-Aube amb la seva dona de 16 anys, que s'havia compadit de la reina Maria Antonieta des que va començar el seu judici. El 18 de novembre, després de la detenció de François Chabot, Edme-Bonaventure Courtois va instar Danton a tornar a París per jugar de nou un paper en la política.
El 22 de novembre, Danton va atacar la persecució religiosa i va exigir el respecte a les vides humanes. Va intentar debilitar el Terror atacant Jacques René Hébert. El 3 de desembre, Robespierre va acusar Danton al club jacobí de fingir una malaltia amb la intenció d'emigrar a Suïssa, declarant que Danton mostrava massa sovint els seus vicis i no la seva virtut. Van aturar Robespierre. La reunió es va tancar després d'uns aplaudiments atronadors per a Danton. Danton va sostenir que no tenia absolutament cap intenció de trencar l'impuls revolucionari.
El 9 de desembre, Danton es va veure embolicat en un escàndol sobre el procediment de fallida de la Companyia Francesa de les Índies Orientals, quan es va descobrir que els directors de l'empresa havien subornat determinats funcionaris governamentals per permetre a l'empresa liquidar els seus propis actius. Al desembre, s'havia format un partit dantonista en suport de les opinions més moderades de Danton i la seva insistència en la clemència per a aquells que havien violat les mesures "contrarevolucionàries" cada cop més arbitràries i draconianes del Comitè per a la Seguretat Pública. Robespierre va respondre a la súplica de Danton per posar fi al Terror el 25 de desembre (5 Nivós, any II).
La Convenció Nacional francesa durant la tardor de 1793 va començar a fer valer la seva autoritat a tot França, creant el període més sagnant de la Revolució Francesa, durant el qual alguns historiadors afirmen que aproximadament 40.000 persones van ser assassinades a França. Després de la caiguda dels Girondins, un grup conegut com els Indulgents sorgiria d'entre els Montagnards com la dreta legislativa dins de la convenció, amb Danton com el seu líder més vocal. Després d'haver recolzat durant molt de temps els actes progressistes del Comitè de Seguretat Pública, Danton començaria a proposar que el Comitè retractés la legislació que instituïa el terror com "l'ordre del dia".
El 26 de febrer de 1794, Saint-Just va pronunciar un discurs davant la Convenció en què va dirigir les crítiques contra Danton, afirmant que els dantonistes volien frenar el Terror i la Revolució. Sembla que Danton es va exasperar per les repetides referències de Robespierre a la virtut. El 6 de març, Barère va atacar els hebertistes i els dantonistes.
Mentre que el Comitè de Seguretat Pública estava preocupat per enfortir les polítiques centralistes de la convenció i el seu propi control sobre aquest organisme, Danton estava en procés d'elaborar un pla que mouria efectivament el sentiment popular entre els delegats cap a una postura més moderada. Això va suposar l'adopció de valors populars entre els sans-culotte, en particular el control del preu del pa que havia vist augmentar dràsticament amb la fam que s'estava vivint a tota França. Danton va fer un discurs triomfal anunciant la fi del terror. Mentre Robespierre escoltava, estava convençut que Danton estava pressionant per tenir el lideratge d'un govern posterior al terror. Si Robespierre no contraatacava ràpidament, els dantonistes podrien prendre el control de la Convenció Nacional i posar fi a la seva República de la Virtut.
El regnat del terror no va ser una política que es pogués transformar fàcilment. De fet, finalment continuaria més enllà de la reacció termidoriana (27 de juliol de 1794), quan alguns membres de la Convenció es van aixecar contra el comitè, van executar els seus líders i van posar el poder en mans d'homes nous amb una nova política per dissoldre el jacobinisme (terror blanc). Tanmateix, a Germinal – és a dir, el març de 1794 – el sentiment antiterror encara no havia assolit una massa crítica. Els comitès encara eren massa forts per ser enderrocats, i Danton sentia un cert desànim. La seva dona, Gabrielle, havia mort durant la seva absència en una de les seves expedicions als exèrcits; i va fer exhumar el cos per tornar-la a veure.
Finalment, el mateix Danton es convertiria en una víctima del Terror. En intentar canviar la direcció de la revolució col·laborant amb Camille Desmoulins en la producció de Le Vieux Cordelier – un diari que demanava la fi del terror oficial i la descristianització, així com per llançar noves propostes de pau als enemics de França. – Danton s'havia situat en una posició precària. Els més estretament associats al Comitè de Seguretat Pública, entre ells personatges clau com Maximilien Robespierre i Georges Couthon, acabaran acusant Danton d'activitats contrarevolucionàries.
El fracàs de la insurrecció de la Comuna de París contra la Convenció (24 de març de 1794) va dur a l'execució d'Hébert i de molts dels seus seguidors. Ara bé, el 30 de març, Danton, Desmoulins i d'altres membres de la facció dels indulgents foren arrestats, i, a instàncies de Saint-Just, condemnats a la guillotina.